# Fredrik Wildhagen
Fredrik Christian Wildhagen (15 août 1939 – 9 mai 1992) était un historien de l'art norvégien,, connu pour avoir documenté le design artistique scandinave.  
Après avoir étudié à Rome et à Oslo, Fredrik Wildhagen a commencé à travailler à l'Académie nationale norvégienne des arts et métiers d'art en 1967. Pendant son mandat de chancelier de 1975 à 1981, l'école est devenue un collège, et Wildhagen est ensuite devenu à la fois professeur associé et chef du nouveau Département de théorie et d'histoire en 1982. De 1981 à 1986, il a été critique de design pour le journal Arbeiderbladet.

## Œuvres
- Tore Brantenberg, Lauritz Opstad et Fredrik Wildhagen, éd. (1985). Angelo Mangiarotti, sammenhenger. Oslo : Kunstindustrimuseet i Oslo.
- Fredrik Wildhagen (1987). "The Guzzini Memorandum: From the Ethic of Projects to the Project of Ethics." Design Issues 5(1) : 87–92.
- Fredrik Wildhagen (1988). Norge i form: kunsthåndverk og design under industrikulturen. Oslo : J. M. Stenersen.
- Fredrik Wildhagen (1991). Møbeldesigneren Ingmar Relling i perspektiv. Sykkylven : Sykkylven Næringsutvikling.

## Postes
- Membre du Forum nordique de l'histoire du design[3]
- Fondateur et président du conseil du Forum norvégien
- Membre du groupe consultatif du ministère des Affaires étrangères pour le pavillon norvégien à l'Exposition universelle de Séville en 1992
- Vice-président de l'Association nationale des arts appliqués de Norvège
- Membre du conseil d'administration du Musée des arts industriels
- Membre des jurys de design italiens[3]
- Rédacteur consultant pour le Journal of Design History (Oxford), Design Issues (Chicago) et Scandinavian Journal of Design History[3]

## Distinctions
- 1978 : Médaille de Saint-Hallvard[4],[5]